# Wolstenholme
Wolstenholme – przylądek w kanadyjskiej prowincji Quebec. Jest położony nad Zatoką Hudsona, ok. 28 km na północny wschód od osady inuickiej Ivujivik. Przylądek Wolstenholme stanowi najbardziej na północ wysunięty punkt Quebecu.
Jego wysokie skaliste zbocza dominują nad otoczeniem i zaznaczają wejście do cieśniny Digges (oddziela ona należące do Nunavutu wyspy o tej samej nazwie od quebeckiego półwyspu Ungava).
Przylądek jest miejscem gniazdowania jednej z największych na świecie kolonii nurzyka polarnego.
Obszar 1263 km² wybrzeża wzdłuż cieśniny Hudsona, obejmujący również obszar przylądka, rozważany jest jako obszar nowego parku narodowego. Obecnie jest rezerwatem parku narodowego, co oznacza tymczasowy status utrzymywany do czasu uzyskania przez terytorium pełnego statusu parku narodowego.
Południowe wybrzeże cieśniny Hudsona zostało po raz pierwszy zbadane i opisane w 1610 roku przez Henry’ego Hudsona. Odkryty przylądek nazwał na cześć Johna Wolstenholme’a, angielskiego kupca, który sponsorował jego wyprawę. W 1744 kartograf Nicolas Bellin zanotował nazwę Cap Saint-Louis i od tego czasu używano zamiennie obu toponimów, aż do 1968, kiedy za nazwę oficjalną uznano Cap Wolstenholme.
W 1909 roku Kompania Zatoki Hudsona założyła na przylądku pierwszą faktorię handlową w cieśnienie Hudsona. Głównym twórcą tego przedsięwzięcia był Ralph Parsons, który chciał rozwinąć handel futrami z lisa polarnego poprzez nawiązanie kontaktu z polującymi na ten gatunek Inuitami. Faktoria nie miała żadnych klientów przez dwa pierwsze lata swojego istnienia, ale ostatecznie okazała się bardzo zyskowna. Jej pozostałości istnieją do dziś.